# Хорумоньякі
Хорумоньякі (яп. ホルモン焼き) — страва японської кухні, що готується з яловичих або свинячих субпродуктів. Кітазато Шіґео, шеф-кухар ресторану йошоку (що спеціалізується на кухні західного походження) в Осаці, вигадав цю страву і зареєстрував торгову марку в 1940 році. Початково вона походила від якініку. Назва horumon походить від слова «hormone» (гормон), що має значення «стимуляція», як і в грецькій мові. Назва horumon також подібна до терміну на кансайському діалекті японської мови hōrumon (放る物), що означає «викинутий товар». Хорумоньякі має славу їжі, що «підвищує витривалість».

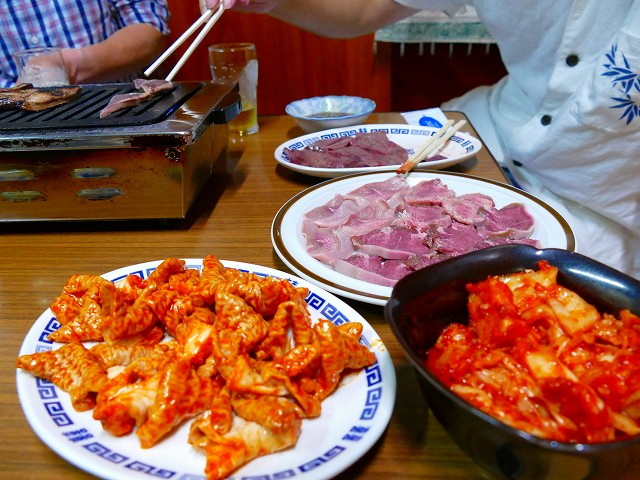
Хорумоньякі

## Інгредієнти

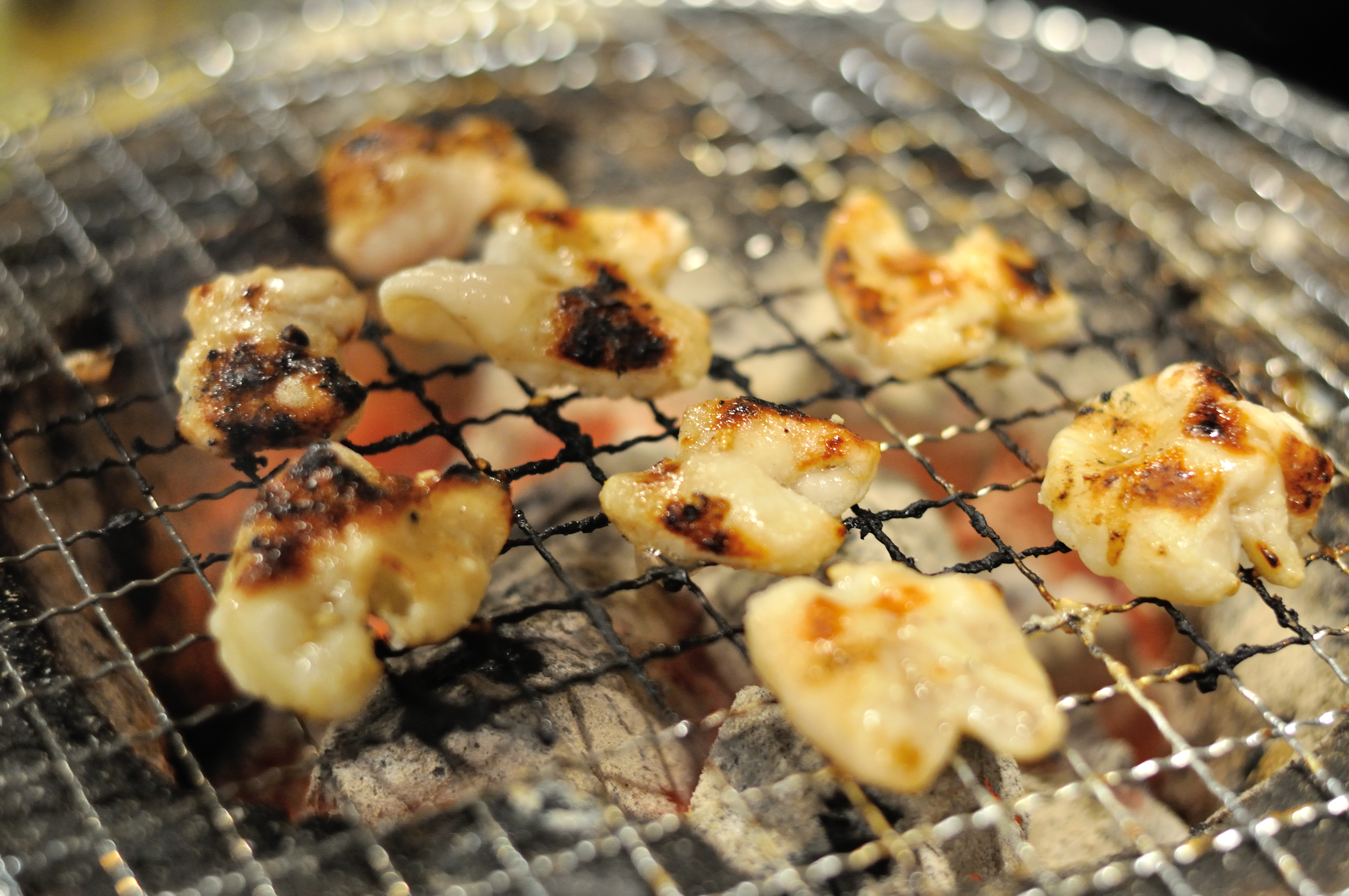

Хоча хорумон може бути як яловичим так ісвинячим, частіше використовується яловичина. До найпоширеніших частин хорумону належать:
- ґарі: стравохід
- хацу: серце
- хацумото («основа серця»): легенева артерія
- кобукуро: матка
- оппай («сосок»): молочна залоза
- реба: печінка
- саґарі: діафрагма
- шібіре: підшлункова залоза
- шіро: кишечник
- теппо: пряма кишка